# Hartmannstraße 14; 12 (Bad Kissingen)

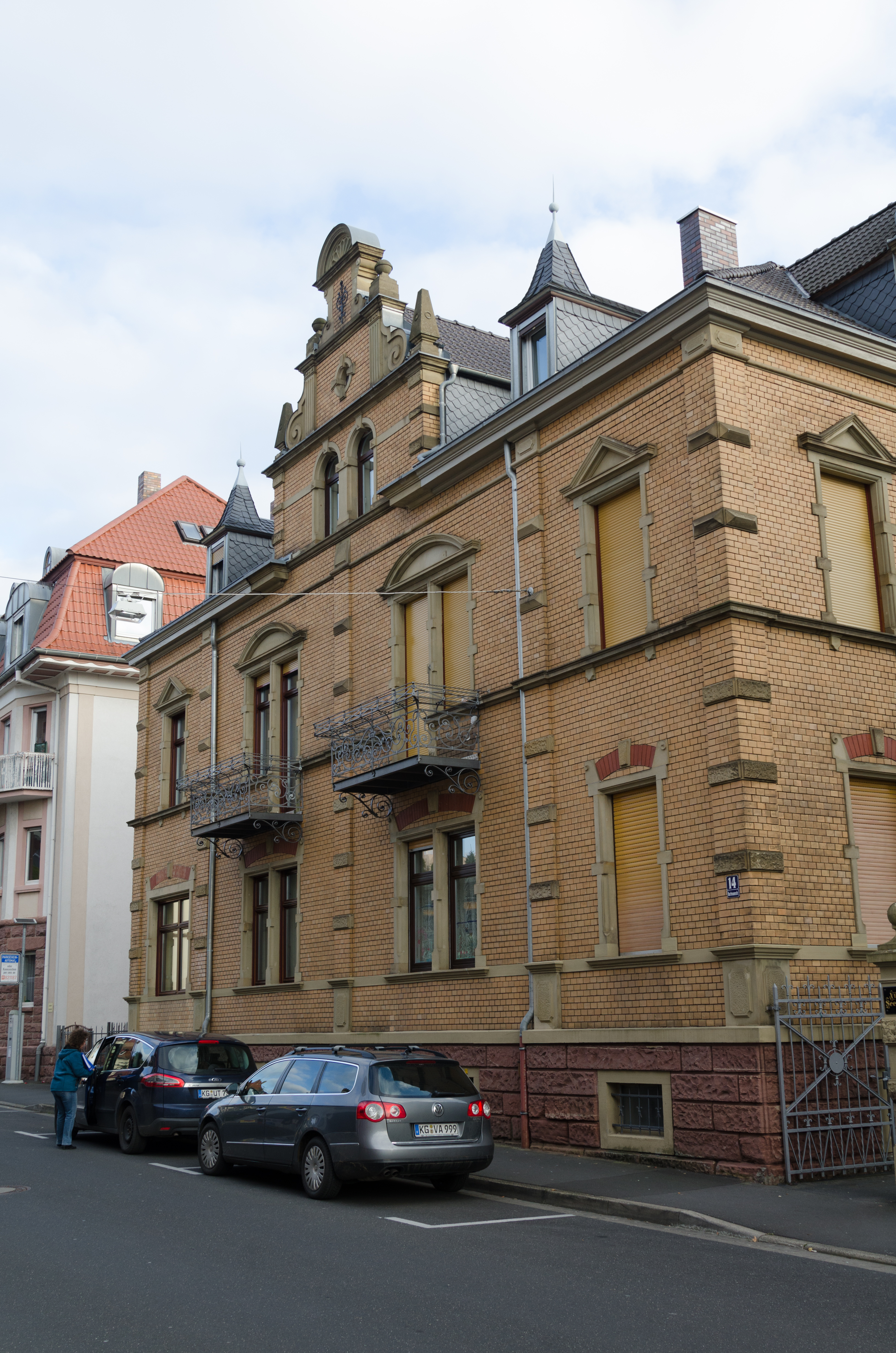
Hartmannstraße 14; 12 in Bad Kissingen

Das Anwesen in der Hartmannstraße 14; 12 in Bad Kissingen, der Großen Kreisstadt des unterfränkischen Landkreises Bad Kissingen, gehört zu den Bad Kissinger Baudenkmälern und ist unter der Nummer D-6-72-114-293 in der Bayerischen Denkmalliste registriert.

## Geschichte
Das Wohngebäude wurde um das Jahr 1900 im Stil der Neurenaissance errichtet. Bei dem Anwesen handelt es sich um einen zweigeschossigen Klinkerbau mit Walmdach und bossiertem Sockel sowie Sandsteingliederung und Zwerchhäuser mit Ziergiebeln. Mit Elementen wie Fensterbekrönungen mit Entlastungsbögen oder Giebelchen, zahlreichen eingestreuten Quadersteinen in den Architekturgliedern und Rahmungen, Betonung der Frontmittel durch Ziergiebel sowie Eisenbalkonen ist das Anwesen ein klassisches Beispiel für die Klinker/Haustein-Architektur mit den Stilmitteln der deutschen Neurenaissance um 1900. Es weist eine der Gründerzeit entsprechende Gesamtproportionierung und Gliederung auf.
Zu dem Anwesen gehört ein gleichzeitig entstandener Hoftorpfeiler in Bossenquadergliederung.